# Jesper Juul (terapeuta)

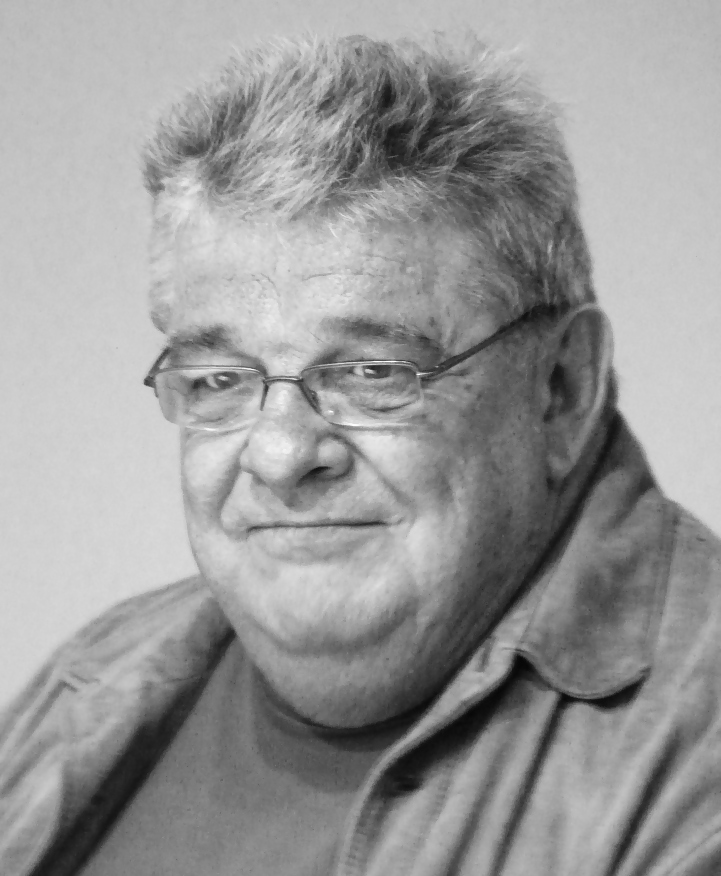

Jesper Juul (ur. 18 kwietnia 1948, zm. 25 lipca 2019) – duński terapeuta rodzinny, autor książek o wychowaniu i socjologii. Założyciel fundacji FamilyLab, która ma na celu inspirowanie rodziców do wychowania dzieci w oparciu o pogłębioną relację rodzinną. W latach 1979–2004 kierował pracą Instytutu Kemplera. Na język polski przetłumaczono ponad 15 jego tytułów, między innymi: Twoje kompetentne dziecko, „Nie” z miłości, Kryzys szkoły co możemy zrobić dla uczniów, nauczycieli i rodziców?, Być razem. Książka dla par.
Juul propagował idee szacunku i współdziałania we wzajemnych relacjach z dzieckiem oraz dojrzałe przywództwo dorosłych. W swoich książkach podkreśla znaczenie godności dziecka i jego naturalnych kompetencji (np. empatii, zmysłu moralnego itp.), wskazuje w jaki sposób stawiać dzieciom granice oraz krytykuje autorytarny i nienaturalny styl wychowania.
W 2012 Juul przeszedł ciężką chorobę neurologiczną, praktycznie do samej śmierci był jednak aktywny zawodowo.